# Alena Schyn
Alena Schyn (belarussisch Алена Жынь; engl. Transkription Alena Zhyn; * 13. April 1985) ist eine belarussische Biathletin.
Alena Schyn gab ihr internationales Debüt 2003 in Rennen des Europacups der Juniorinnen in Ridnaun. In den folgenden Saisonen lief sie des Öfteren in dieser Rennserie und erreichte mehrfach Top-Ten-Resultate, darunter drei Podiumsplatzierungen. Erstes Großereignis wurden die Juniorenweltmeisterschaften 2004 in Haute-Maurienne. In Frankreich wurde sie 12. des Einzels, Zehnte des Sprints, 15. der Verfolgung und mit Tazzjana Schyntar und Hanna Lianhina Staffel-Zehnte. Kurz darauf nahm sie auch an den Juniorinnenrennen der Europameisterschaften im heimischen Minsk teil und belegte dort die Plätze 23 im Einzel, 18 im Sprint sowie 16 in der Verfolgung. Mit Tazzjana Schyntar und Hanna Lianhina verpasste Schyn als Vierte mit der Staffel knapp eine Medaille. Im folgenden Jahr kam Schyn erneut zu Einsätzen bei den Juniorenweltmeisterschaften. Im finnischen Kontiolahti kam sie auf die Ränge 19 im Einzel, 12 in Sprint und Verfolgung sowie mit Svetlana Komendantova und Darja Domratschawa erneut Staffel-Vierte. Letzte internationale Meisterschaften wurden die Junioren-Europameisterschaften 2006 in Langdorf am Arbersee, wo sie 23. des Einzels sowie 12. in Sprint und Verfolgung wurde.
Erste internationale Meisterschaft bei den Frauen im Leistungsbereich wurden die Sommerbiathlon-Weltmeisterschaften 2007 in Otepää. Bei den Wettkämpfen in Estland wurde Schyn 16. des Sprints und 18. des Massenstartrennens. Im folgenden Winter gab sie in Obertilliach zum Auftakt der Saison 2006/07 ihr Debüt im Europacup und wurde 33. des Sprints und 32. der Verfolgung. Dabei verpasste sie die Punkteränge jeweils nur knapp, erreichte diese aber auch in weiteren Saisonrennen nicht. Seit 2007 hatte sie keine weiteren internationalen Einsätze.